# Pino Passalacqua
Pino Passalacqua (eigentlich Giuseppe Passalacqua; * 9. Oktober 1936 in Sant’Eufemia d’Aspromonte; † 28. Juli 2003 in Rom) war ein italienischer Film- und Fernsehregisseur.

## Leben
Passalacqua wuchs in Genua auf und besuchte ab 1961 das Centro Sperimentale di Cinematografia. Nach dem Abschluss sammelte er erste Erfahrungen als Regisseur an einem kleinen Theater seiner Wahlheimatstadt und war bis 1964 als Regieassistent bei fünf Filmen tätig. Als Assistent von Pietro Germi konnte er weitere Erfahrungen sammeln, die er in seine in der Mitte des Jahrzehntes begonnenen Aufgaben beim italienischen Fernsehen einbrachte, für das er vor allem Nachrichten- und Informationssendungen belieferte, immer mehr aber auch Originalstoffe fiktionaler Art verfilmte. Darunter befand sich mit L’armata s’agapò nach einem Sujet von Renzo Renzi und Giorgio Aristarco ein bemerkenswertes frühes Werk. Gelegentliche Dokumentarfilme und ein Spielfilm, In tre verso l’avventura (aus dem Jahr 1972) finden sich ebenso im Schaffen Passalacquas, aus dem 1978 Il balordo nach dem Roman von Piero Chiara herausragt.
Passalacqua war mit der Ausstatterin Elena Ricci Poccetto verheiratet.

## Filmografie (Auswahl)
- 1965: Der Sohn von Jesse James (El hijo de Jesse James) (Drehbuch, Regieassistenz)
- 1971: La ricerca della felicità (Dokumentarfilm)
- 1972: In tre verso l’avventura
- 1990: Marco – Über Meere und Berge (Dagli Apennini alle Ande)
- 1991: Das Pferd seiner Träume (Il ritorno di Ribot) (Fernseh-Miniserie)
- 1992: Vergewaltigt (Contro ogni volontà)